# Paradoxul pierdut
Paradoxul pierdut (1973) (titlu original Paradox Lost, and Twelve Other Great Science Fiction Stories) este un volum de povestiri științifico-fantastice al scriitorului american Fredric Brown. Este ultima carte publicată în timpul vieții sale și cuprinde, după cum declara soția sa, Elizabeth Brown, „ultimele pagini pe care le-a scris”.
Ediția franțuzească apărută în anul următor diferă de cea americană, eliminând patru povestiri și introducând alte cinci.

## Ediția originală americană
- Introduction
- Paradox Lost
- Puppet Show
- The Last Train
- It Didn't Happen
- Knock - ro. "Bătaia la ușă"
- Obedience
- Ten Percenter
- Aelurophobe
- Eine Kleine Nachtmusik
- Nothing Sirius
- The New One
- Double Standard
- Something Green - ro. "Ceva verde"

## Ediția românească
Traducerea românească respectă selecția făcută în ediția franțuzească apărută în 1974 în colecția "Dimensions SF" a editurii Calmann-Lévy:
- Introducere (Introduction) - de Elizabeth Brown
- Paradoxul pierdut (Paradox Lost)
- Marionetele (Puppet Show)
- Ultimul tren (The Last Train)
- Nu s-a întâmplat nimic (It Didn't Happen)
- Supunere (Obedience)
- Domnul zece la sută (Ten Percenter)
- Din lac în puț (Aelurophobe)
- Sirius Anormal (Nothing Sirius)
- Dincolo de ecran (Double Standard)
- Schemă de principiu (Pattern)
- Ce înseamnă politețea (Politeness)
- Ondulații (The Waveries)
- Dumnezeu (Search)
- Mă iubește, nu mă iubește, mult, puțin... (Daisies)

## Intriga

### Paradoxul pierdut
- povestire publicată în numărul din octombrie 1943 din Astounding Science-Fiction[3]

În timp ce asista la un curs, un student descoperă o poartă care permite călătoria temporală. Aceasta a fost creată de un rezident al unui ospiciu din alt timp și-i permite protagonistului să călătorească în perioada dinozaurilor și într-un viitor apropiat, în care asistă la un alt curs. Revenit în timpul său, el uită evenimentul și, peste ani, se regăsește în aceeași clasă la al cărei curs asistase în timpul călătoriei personale - 

### Ultimul tren
- povestire apărută în numărul din ianuarie 1950 al publicației Weird Tales[4]

Dornic să termine cu viața nefericită de până atunci, Eliot Haig vrea să plece din localitate. După ce bea câteva păhărele în localul gării, își dă seama că e pe cale să rateze și ultimul tren din noaptea aceea. Resemnat că va trebui să aștepte primul tren din dimineața următoare, Haig află că acela fusese, cu adevărat, ultimul tren.

### Nu s-a întâmplat nimic
- povestire publicată în numărul din octombrie 1963 al revistei Playboy[5]

În urma unui accident rutier, Lorenz Kane constată că fata pe care o călcase cu mașina a fost ștearsă din istorie. La fel se întâmplă și cu un alt individ pe care îl ucide, dar asasinarea unei dansatoare rămâne reală. Kane este închis, iar avocatul său aranjează lucrurile astfel încât identitatea lui să dispară din istorie.

### Supunere
- povestire apărută în septembrie 1950 în Super Science Stories[6]

Un pilot spațial intră în contact cu flota unor creaturi extraterestre minuscule, aflate în căutarea unui loc din spațiu care să le devină cămin. Omenirea se teme că ele ar putea ataca Pământul și e decisă să-i distrugă. Pilotul găsește o cale de a le ajuta fără a încălca ordinele primite de la superiorii săi militari.

### Domnul zece la sută
- povestire inedită[7]

Un actor de mâna a doua întâlnește un ins care se oferă să-l ajute să ajungă un star, pentru un procent de 10% din tot ce obține. Spre surprinderea protagonistului, procentul se aplică atât la câștig, cât și la pierdere, dar are și o latură neplăcută: el nu se mărginește doar la bani, ci la orice eveniment din viața sa. Prin urmare, iubitele sale ajung să-l înșele în proporție de „10 la sută”. Exasperat, el își ucide binefăcătorul și-și pune întrebarea cum se va manifesta procentul în acest caz.

### Din lac în puț
- povestire inedită[8]

Un individ care suferă de o fobie față de pisici apelează la serviciile unui psihiatru. Din păcate, tratamentul care-i rezolvă fobia îi inoculează alta: cea față de femei.

### Dincolo de ecran
- povestire apărută în 1963 în The Bedside Playboy[9]

Un om privește zilnic la ecranul televizorului și este șocat de lucrurile imorale care se întâmplă în spatele acestuia. De fapt, el este personaj în emisiunile difuzate la televizor, iar cei pe care-i vede sunt telespectatorii.

### Schemă de principiu
- povestire apărută în septembrie 1954 în Angels and Spaceships[10]

Pe Pământ sosesc niște creaturi gigantice, necorporale, care ignoră complet minusculii oameni și cu care orice tentativă de contact este sortită eșecului. Însă, în timp ce dă cu insecticid pentru a scăpa de gângănii, un grădinar își dă seama că extratereștrii se pregătesc să facă același lucru contra oamenilor.

### Ce înseamnă politețea
- povestire apărută în septembrie 1954 în Angels and Spaceships[11]

Comunicarea cu extratereștrii de pe Venus este extrem de dificilă, oricât de politicoși se dovedesc a fi pământenii. Sătul de aroganța lor, un om începe să-i înjure, moment care le captează complet atenția - acest mod de comunicare reprezenta semnul suprem de politețe pentru venusieni.

### Ondulații
- povestire publicată în ianuarie 1945 în revista Astounding Science Fiction[12]

Sosirea unor extratereștri sub formă de unde bruiază orice comunicație de pe Pământ, precum și folosirea tehnologiilor care au la bază undele. Omenirea este astfel nevoită să revină la un stil de viață arhaic.

### Dumnezeu
- povestire apărută în septembrie 1954 în Angels and Spaceships[13]

După moarte, un câine ajunge în fața lui Dumnezeu, care se dovedește a fi doar un Dumnezeu-câine care-l slujește pe Dumnezeul-om.

### Mă iubește, nu mă iubește, mult, puțin...
- povestire apărută în septembrie 1954 în Angels and Spaceships[14]

Un savant descoperă că plantele înregistrează evenimentele exterioare și dorește să comunice cu ele. Din nefericire pentru el, în timpul acestei tentative, margaretele îi dezvăluie soției sale aventura pe care o avea cu secretara.